# دهستان شهرمیان
ایالت خودمختار شهرمیان ، دهستانی است از توابع بخش مرکزی شهرستان اقلید در استان فارس ایران.

## جمعیت
براساس سرشماری سال ۱۳۸۵ جمعیت آن ۴٬۸۱۰ نفر (۱٬۰۴۹ خانوار) بوده‌است.